# Copycat (canção de Billie Eilish)
"Copycat" (estilizado em letras maiúsculas) é uma canção da cantora e compositora estadunidense Billie Eilish. Foi lançada pelas gravadoras Darkroom e Interscope como o quarto single do EP de estreia de Eilish, Don't Smile at Me (2017). Eilish e seu irmão, Finneas O'Connell, co-escreveram a canção, com Finneas também contribuindo como produtor. Musicalmente, "Copycat" é uma faixa eletrônica e pop com alta influência do hip hop no instrumental. A música foi fortemente inspirada por alguém que continuou copiando Eilish e o que ela fez.
Comercialmente, "Copycat" atingiu o a 12ª posição na parada Bubbling Under Hot 100 e 100ª posição da parada Canadian Hot 100, ambas da Billboard. A canção também recebeu diversas certificações musicais, notavelmente duplos discos de platina da Asociación Mexicana de Productores de Fonogramas y Videogramas (AMPROFON) e da Australian Recording Industry Association (ARIA), além de um disco de platina da Recording Industry Association of America (RIAA). A canção foi apresentada ao vivo durante as turnês When We All Fall Asleep Tour de 2019 e Where Do We Go? World Tour de 2020. Um remix da canção realizado pelo grupo Sofi Tukker foi lançado em 12 de janeiro de 2018.

## Antecedentes e lançamento
"Copycat" foi lançada em 14 de junho de 2017 como o quarto single do EP de estreia de Eilish, Don't Smile at Me. A canção foi escrita por Eilish e Finneas O'Connell, seu irmão e produtor de suas músicas. A masterização de áudio e a mixagem foram entregues ao pessoal do estúdio John Greenham e Rob Kinelski, respectivamente. Em uma entrevista para a Genius, Eilish mencionou que ela escreveu a canção com seu irmão sobre uma garota que copiava tudo o que ela fazia. "Eu escrevi a maior parte com meu irmão. Para essa canção, estávamos apenas no quarto dele e eu fiquei tipo, 'Ei! Tem essa porra de garota e ela continua fazendo tudo o que eu faço. E eu preciso escreve sobre isso.' Porque isso estava na minha mente". Um remix da canção realizado pelo grupo Sofi Tukker foi lançado em 12 de janeiro de 2018.

## Pessoal
- Billie Eilish – vocais
- Finneas O'Connell – produtor
- John Greenham – masterização
- Rob Kinelski – mixagem